# Wilhelm Wagner (Politiker, 1847)
Wilhelm Wagner (* 2. Juli 1847 in Tann (Rhön); † 26. Juli 1903 ebenda) war ein deutscher Bürgermeister und Mitglied des Provinziallandtages der Provinz Hessen-Nassau.

## Leben
Wilhelm Wagner wurde als Sohn des Bäcker- und Konditormeisters Johannes Wagner und dessen Ehefrau Christiane Florentine Müller geboren. Nach seiner Schulausbildung erlernte er den Beruf des Bäckers und Konditors und übernahm später den elterlichen Betrieb. Von 1881 bis zu seinem Tod im Jahr 1903 war er Bürgermeister in seinem Heimatort. Mit diesem Amt verbunden war die Tätigkeit als Standesbeamter für neun Gemeinde im Umkreis von Tann.
Von 1901 bis 1903 hatte er für den Wahlkreis Gersfeld ein Mandat für den Kurhessischen Kommunallandtag bzw. für den Provinziallandtag der Provinz Hessen-Nassau, wo er Mitglied des Eingabeausschusses war. 